# Bom Jardim (Maranhão)
Bom Jardim è un comune del Brasile nello Stato del Maranhão, parte della mesoregione dell'Oeste Maranhense e della microregione di Pindaré.